# Alfred Jean Eginhard de Chabannes de La Palice
Pour les articles homonymes, voir Famille de Chabannes.
Alfred de Chabannes-La Palice, né à Londres, le 13 janvier 1799 et mort à Versailles le 2 juin 1868, était un général français.

## Biographie
Dès la Première Restauration, quoique très jeune, il entra dans les gardes du corps, compagnie de Luxembourg, et accompagna les Bourbons pendant l'émigration des Cent-Jours.
À la Seconde Restauration, il entra en qualité de lieutenant dans le régiment de chasseurs à cheval de l’Allier, et y fut nommé capitaine. Il passa avec ce grade, en 1824, dans les chasseurs à cheval de la garde royale, il y remplissait les fonctions de capitaine commandant, lorsque éclata la révolution de Juillet 1830. Chabannes prit part aux événements de Paris, et fit partie des troupes qui couvrirent la retraite de Charles X au-delà de Rambouillet.
Le 3 août, lorsque dans les plaines de Maintenon la garde royale eut été déliée de son serment de fidélité, lorsque plusieurs des corps étaient déjà en pleine dissolution, et que certains chefs cherchaient à entraîner les troupes à de nouvelles démonstrations en faveur de Charles X, Alfred de Chabannes fut le premier à proclamer dans son régiment que des devoirs nouveaux étaient imposés à l'armée, et qu'elle se devait à la patrie. Le régiment presque entier suivit son exemple et rentra à Melun dans le meilleur ordre sous le commandement du lieutenant-colonel Bureaux de Pusy. Par cet acte, Chabannes contribua à prévenir la dispersion de ce corps, et à conserver intact à l'État le matériel qui lui avait été confié.
Après le licenciement de la garde royale, Chabannes entra dans les rangs de la garde nationale de Paris, et consacra ses loisirs à l'instruction militaire de la 1re légion dont il faisait partie, et dans laquelle il fut élu lieutenant en premier.
En août 1831, aux premières menaces de guerre, il se rendit à la frontière du Nord, armé et équipé à ses frais, et fut admis comme volontaire dans le 12e régiment de ligne. Il était grenadier dans ce corps, lorsque à Saint-Trond (Belgique) il reçut avis de sa mise en activité à l'état-major de l'armée. L'année suivante il fut attaché à la maison du roi en qualité d'officier d'ordonnance (chef d'escadron).
Passé successivement au 2e de dragons et au 3e de chasseurs d’Afrique, avec le grade de lieutenant-colonel, Chabannes fut cité à l'ordre de l'armée pour avoir tué de sa main deux cavaliers arabes dans une charge le 21 avril 1833. Il fut de nouveau cité pour sa conduite dans la journée du 12 septembre suivant, et le 20 novembre 1834 pour avoir, avec une avant-garde (militaire) de 400 chevaux, battu et détruit un corps de troupes régulières du bey de Constantine de plus de 1 000 hommes.
Chabannes, attaché à la personne du duc de Nemours, lors des deux expéditions de Constantine, fut cité honorablement dans les rapports du maréchal Clauzel, et à la suite de la deuxième expédition, nommé colonel de dragons.
Promu au grade de général de brigade le 20 avril 1845 et commandeur de la Légion d'honneur, il a été admis à la retraite.